# Saison 2015-2016 des Rockets de Houston
La saison 2015-2016 des Rockets de Houston est la 49e saison de la franchise en National Basketball Association (NBA) et la 45e saison à Houston.

## Draft
| Tour | Choix | Joueur           | Poste | Nationalité | Provenance              |
| ---- | ----- | ---------------- | ----- | ----------- | ----------------------- |
| 1    | 18    | Sam Dekker       | SF    | États-Unis  | Badgers du Wisconsin    |
| 2    | 32    | Montrezl Harrell | PF    | États-Unis  | Cardinals de Louisville |

## Pré-saison
| Pré-saison Total: 2-4 (Domicile : 1-2 ; Extérieur : 1-2) |

| Match | Date match | Équipe         | Score          | Meilleur marqueur    | Meilleur rebondeur  | Meilleur passeur       | Lieux Spectateurs                 | Série |
| ----- | ---------- | -------------- | -------------- | -------------------- | ------------------- | ---------------------- | --------------------------------- | ----- |
| 1     | 6 octobre  | @ Memphis      | D 89-92        | Trevor Ariza (12)    | Dwight Howard (11)  | Will Cummings (3)      | FedExForum 12 826                 | 0 - 1 |
| 2     | 7 octobre  | Dallas         | V 109-82       | James Harden (19)    | Clint Capela (14)   | Harden, McDaniels (5)  | Toyota Center 16 839              | 1 - 1 |
| 3     | 11 octobre | Orlando        | D 119-123      | Corey Brewer (20)    | Capela, Smith (7)   | 3 joueurs (4)          | State Farm Arena 6 130            | 1 - 2 |
| 3     | 13 octobre | @ Phoenix      | V 135-129 (OT) | Terrence Jones (23)  | Clint Capela (10)   | Patrick Beverley (5)   | Talking Stick Resort Arena 12 657 | 2 - 2 |
| 4     | 15 octobre | @ Golden State | D 101-123      | K. J. McDaniels (20) | Chris Walker (9)    | Beverley, Cummings (6) | Oracle Arena 19 596               | 2 - 3 |
| 5     | 17 octobre | Miami          | D 100-105      | Trevor Ariza (21)    | Terrence Jones (12) | Terrence Jones (6)     | Toyota Center 18 334              | 2 - 4 |
| 6     | 19 octobre | New Orleans    |                |                      |                     |                        | Toyota Center                     | -     |
| 7     | 23 octobre | @ San Antonio  |                |                      |                     |                        | AT&T Center                       | -     |

## Saison régulière
| Saison régulière Total: 41-41 (Domicile : 23-18 ; Extérieur : 18-23) |

| Match | Date match | Équipe       | Score    | Meilleur marqueur     | Meilleur rebondeur   | Meilleur passeur   | Lieux Spectateurs | Série |
| ----- | ---------- | ------------ | -------- | --------------------- | -------------------- | ------------------ | ----------------- | ----- |
| 1     | 29 octobre | Denver       | D 85-105 | James Harden (22)     | Patrick Beverley (8) | Harden, Lawson (6) | Toyota Center     | 0 - 1 |
| 2     | 31 octobre | Golden State | D 92-112 | Montrezl Harrell (17) | Clint Capela (8)     | Harden, Lawson (5) | Toyota Center     | 0 - 2 |

## Playoffs
| Playoffs Total: 1-4 (Domicile : 1-1 ; Extérieur : 0-3) |

| Match | Date match | Équipe         | Score     | Meilleur marqueur  | Meilleur rebondeur      | Meilleur passeur  | Lieux Spectateurs    | Série |
| ----- | ---------- | -------------- | --------- | ------------------ | ----------------------- | ----------------- | -------------------- | ----- |
| 1     | 16 avril   | @ Golden State | D 78-104  | James Harden (17)  | Clint Capela (12)       | Corey Brewer (6)  | Oracle Arena 19 596  | 0 - 1 |
| 2     | 18 avril   | @ Golden State | D 106-115 | James Harden (28)  | Dwight Howard (13)      | James Harden (11) | Oracle Arena 19 596  | 0 - 2 |
| 3     | 21 avril   | Golden State   | V 97-96   | James Harden (36)  | Howard, Motiejūnas (13) | James Harden (9)  | Toyota Center 18 200 | 1 - 2 |
| 4     | 24 avril   | Golden State   | D 94-121  | Dwight Howard (19) | Dwight Howard (15)      | James Harden (10) | Toyota Center 18 200 | 1 - 3 |
| 5     | 27 avril   | @ Golden State | D 81-114  | James Harden (35)  | Dwight Howard (21)      | James Harden (6)  | Oracle Arena 19 596  | 1 - 4 |

## Confrontations
| Conférence Est      | Conférence Est                               | Conférence Est                               | Conférence Ouest                             | Conférence Ouest                             | Conférence Ouest                             | Conférence Ouest                             | Conférence Ouest                             |
| Division Atlantique | Division Atlantique                          | Division Atlantique                          | Division Nord-Ouest                          | Division Nord-Ouest                          | Division Nord-Ouest                          | Division Nord-Ouest                          | Division Nord-Ouest                          |
| Équipe              | Domicile                                     | Extérieur                                    | Équipe                                       | Domicile                                     | Domicile                                     | Extérieur                                    | Extérieur                                    |
| ------------------- | -------------------------------------------- | -------------------------------------------- | -------------------------------------------- | -------------------------------------------- | -------------------------------------------- | -------------------------------------------- | -------------------------------------------- |
| Boston              | 95-111                                       | 102-98                                       | Denver                                       | 85-105                                       |                                              | 98-107                                       | 108-114                                      |
| Brooklyn            | 98-106                                       | 105-110                                      | Minnesota                                    | 107-104                                      | 116-111                                      | 129-105                                      |                                              |
| New York            | 102-107                                      | 116-111 (OT)                                 | Oklahoma City                                | 110-105                                      | 118-110                                      | 108-116                                      | 107-111                                      |
| Philadelphie        | 116-114                                      | 118-104                                      | Portland                                     | 108-103 (OT)                                 | 79-96                                        | 103-116                                      | 119-105                                      |
| Toronto             | 112-109                                      | 113-107                                      | Utah                                         | 103-94                                       | 87-89                                        | 93-91                                        | 114-117 (OT)                                 |
|                     | 2–3                                          | 4–1                                          |                                              | 6–3                                          | 6–3                                          | 3–6                                          | 3–6                                          |
| Division            | 6–4                                          | 6–4                                          | Division                                     | 9–9                                          | 9–9                                          | 9–9                                          | 9–9                                          |
| Division Atlantique | Division Atlantique                          | Division Atlantique                          | Division Nord-Ouest                          | Division Nord-Ouest                          | Division Nord-Ouest                          | Division Nord-Ouest                          | Division Nord-Ouest                          |
| Équipe              | Domicile                                     | Extérieur                                    | Équipe                                       | Domicile                                     | Domicile                                     | Extérieur                                    | Extérieur                                    |
| Chicago             | 100-103                                      | 100-108                                      | Golden State                                 | 92-112                                       | 110-114                                      | 110-123                                      |                                              |
| Cleveland           | 77-91                                        | 106-100                                      | L.A. Clippers                                | 107-97                                       | 106-122                                      | 109-105                                      | 132-140 (OT)                                 |
| Detroit             | 114-123                                      | 105-116                                      | L.A. Lakers                                  | 126-97                                       | 130-110                                      | 107-87                                       | 112-95                                       |
| Indiana             | 107-103 (OT)                                 | 101-104                                      | Phoenix                                      | 115-124                                      |                                              | 111-105                                      | 116-100                                      |
| Milwaukee           | 102-98                                       | 121-128                                      | Sacramento                                   | 120-113                                      | 116-81                                       | 116-110                                      | 97-107                                       |
|                     | 2–3                                          | 1–4                                          |                                              | 5-4                                          | 5-4                                          | 6–3                                          | 6–3                                          |
| Division            | 3–7                                          | 3–7                                          | Division                                     | 11–7                                         | 11–7                                         | 11–7                                         | 11–7                                         |
| Division Sud-Est    | Division Sud-Est                             | Division Sud-Est                             | Division Sud-Ouest                           | Division Sud-Ouest                           | Division Sud-Ouest                           | Division Sud-Ouest                           | Division Sud-Ouest                           |
| Équipe              | Domicile                                     | Extérieur                                    | Équipe                                       | Domicile                                     | Domicile                                     | Extérieur                                    | Extérieur                                    |
| Atlanta             | 115-121                                      | 97-109                                       | Dallas                                       | 98-110                                       | 115-104                                      | 100-96                                       | 86-88                                        |
| Charlotte           | 102-95                                       | 109-125                                      |                                              |                                              |                                              |                                              |                                              |
| Miami               | 115-102                                      | 89-109                                       | Memphis                                      | 93-102                                       | 130-81                                       | 84-96                                        | 107-91                                       |
| Orlando             | 119-114 (OT)                                 | 101-104                                      | New Orleans                                  | 108-101                                      | 100-95                                       | 108-110                                      | 112-111                                      |
| Washington          | 122-123                                      | 109-103                                      | San Antonio                                  | 88-84                                        | 94-104                                       | 103-121                                      | 99-130                                       |
|                     | 3–2                                          | 1–4                                          |                                              | 5–3                                          | 5–3                                          | 3–5                                          | 3–5                                          |
| Division            | 4-6                                          | 4-6                                          | Division                                     | 8–8                                          | 8–8                                          | 8–8                                          | 8–8                                          |
| Conférence          | 13–17 (Domicile : 7–8 Extérieur: 6–9)        | 13–17 (Domicile : 7–8 Extérieur: 6–9)        | Conférence                                   | 28-24 (Domicile : 16–10 ; Extérieur : 12–14) | 28-24 (Domicile : 16–10 ; Extérieur : 12–14) | 28-24 (Domicile : 16–10 ; Extérieur : 12–14) | 28-24 (Domicile : 16–10 ; Extérieur : 12–14) |
| Total               | 41-41 (Domicile : 23–18 ; Extérieur : 18–23) | 41-41 (Domicile : 23–18 ; Extérieur : 18–23) | 41-41 (Domicile : 23–18 ; Extérieur : 18–23) | 41-41 (Domicile : 23–18 ; Extérieur : 18–23) | 41-41 (Domicile : 23–18 ; Extérieur : 18–23) | 41-41 (Domicile : 23–18 ; Extérieur : 18–23) | 41-41 (Domicile : 23–18 ; Extérieur : 18–23) |

## Effectif actuel
| Rockets de Houston Effectif actuel |    |                        |                    |                    |
| Entraîneur : J. B. Bickerstaff     |    |                        |                    |                    |
| Arrière, Ailier                    | 1  | Drapeau des États-Unis | Trevor Ariza       | UCLA               |
| Meneur                             | 2  | Drapeau des États-Unis | Patrick Beverley   | Arkansas           |
| Ailier, Arrière                    | 33 | Drapeau des États-Unis | Corey Brewer       | Floride            |
| Ailier                             | 15 | Drapeau de la Suisse   | Clint Capela       | France             |
| Ailier, Ailier fort                | 7  | Drapeau des États-Unis | Sam Dekker         | Wisconsin          |
| Arrière                            | 13 | Drapeau des États-Unis | James Harden (C)   | Arizona State      |
| Ailier fort                        | 13 | Drapeau des États-Unis | Montrezl Harrell   | Louisville         |
| Pivot                              | 12 | Drapeau des États-Unis | Dwight Howard      | SW Atlanta Academy |
| Ailier, Ailier fort                | 6  | Drapeau des États-Unis | Terrence Jones     | Kentucky           |
| Meneur                             | 3  | Drapeau des États-Unis | Ty Lawson          | Caroline du Nord   |
| Arrière, Ailier                    | 32 | Drapeau des États-Unis | K. J. McDaniels    | Clemson            |
| Ailier fort                        | 20 | Drapeau de la Lituanie | Donatas Motiejūnas | Lituanie           |
| Ailier, Ailier fort                | 5  | Drapeau des États-Unis | Josh Smith         | Oak Hill Academy   |
| Arrière                            | 31 | Drapeau des États-Unis | Jason Terry        | Arizona            |
| (C) - Capitaine, - Blessé          |    |                        |                    |                    |

## Contrats et salaires 2015-2016
| Joueur             | Poste      | Âge        | Exp        | Contrat                | Salaire 2015-2016 | Fin du contrat |
| ------------------ | ---------- | ---------- | ---------- | ---------------------- | ----------------- | -------------- |
| Joueurs actuels    |            |            |            |                        |                   |                |
| Trevor Ariza       | SF         | 30         | 11         | 32 000 002 $ sur 4 ans | 8 193 030 $       | 2018           |
| Patrick Beverley   | PG         | 27         | 3          | 23 027 026 $ sur 4 ans | 6 486 486 $       | 2019           |
| Corey Brewer       | SG         | 29         | 8          | 23 420 913 $ sur 3 ans | 8 229 375 $       | 2018           |
| Clint Capela       | C          | 21         | 1          | 3 728 160 $ sur 3 ans  | 1 242 720 $       | 2018           |
| Sam Dekker         | SF         | 21         | 0          | 3 366 960 $ sur 2 ans  | 1 646 400 $       | 2019           |
| James Harden       | SG         | 26         | 5          | 78 782 188 $ sur 5 ans | 15 756 438 $      | 2018           |
| Montrezl Harrell   | PF         | 21         | 0          | 3 135 000 $ sur 3 ans  | 1 000 000 $       | 2018           |
| Dwight Howard      | C          | 29         | 11         | 87 591 270 $ sur 4 ans | 22 359 364 $      | 2017 (P)       |
| Terrence Jones     | PF         | 23         | 3          | 7 145 049 $ sur 4 ans  | 2 489 529 $       | 2016           |
| Ty Lawson          | PG         | 28         | 6          | 48 000 000 $ sur 4 ans | 12 404 495 $      | 2017           |
| K. J. McDaniels    | SG         | 22         | 1          | 6 523 126 $ sur 2 ans  | 3 189 793 $       | 2018           |
| Donatas Motiejūnas | PF         | 25         | 3          | 6 556 245 $ sur 4 ans  | 2 288 205 $       | 2016           |
| Josh Smith         | SF         | 30         | 11         | 1 499 187 $ sur 1 an   | 947,276 $         | 2016           |
| Jason Terry        | SG         | 38         | 16         | 1 499 187 $ sur 1 an   | 942,276 $         | 2016           |
| Joueurs coupés     |            |            |            |                        |                   |                |
| Chuck Hayes        | PF         | 32         | 10         | -                      | 55,722 $          | -              |
| Marcus Thornton    | SG         | 28         | 6          | -                      | 947,276 $         |                |
|                    |            |            |            |                        |                   |                |
| Total              | Total      | Total      | Total      | Total                  | 88 178 385 $      | Différence     |
| Salary Cap         | Salary Cap | Salary Cap | Salary Cap | Salary Cap             | 70 000 000 $      | - 18 178 385 $ |
| Luxury Tax         | Luxury Tax | Luxury Tax | Luxury Tax | Luxury Tax             | 84 700 000 $      | - 3 478 385 $  |

- 2016 = Joueurs qui peuvent quitter le club à la fin de cette saison.
- 2016 = Agent libre restreint en fin de saison
- (P) = Joueur disposant d'une option joueur en fin de saison.

## Transferts

### Échanges
| Juillet         | Juillet                                                                         | Juillet | Juillet                |
| --------------- | ------------------------------------------------------------------------------- | --- | ---------------------- |
| 20 juillet 2015 | Échange à deux équipes                                                          | Échange à deux équipes | Échange à deux équipes |
| 20 juillet 2015 | Vers Rockets de Houston - Ty Lawson - Second tour de draft 2017                 | Vers Nuggets de Denver - Joey Dorsey - Nick Johnson - Kóstas Papanikoláou - Pablo Prigioni - Premier tour de draft 2016 (protégé) - Cash considerations | [ 2 ]                  |
| Janvier         |                                                                                 | |                        |
| 22 janvier 2016 | Échange à deux équipes                                                          | Échange à deux équipes | Échange à deux équipes |
| 22 janvier 2016 | Vers Rockets de Houston - Josh Smith - Droits sur Serhiy Lichtchouk - 456,921 $ | Vers Clippers de Los Angeles - Droits sur Maarty Leunen                                                                                                 | [ 3 ]                  |

### Joueurs qui re-signent
| Date       | Joueur           | Contrat                                                                   | Référence |
| ---------- | ---------------- | ------------------------------------------------------------------------- | --------- |
| 9 juillet  | Patrick Beverley | Contrat de 23 000 000 $ sur 4 ans                                         | [ 4 ]     |
| 14 juillet | Corey Brewer     | Contrat de 23 400 000 $ sur 3 ans                                         | [ 5 ]     |
| 21 juillet | K. J. McDaniels  | Contrat de 6 520 000 $ sur 2 ans (Option joueur pour la saison 2017-2018) | [ 6 ]     |
| 24 août    | Jason Terry      | Contrat de 1 500 000 $ sur 1 an                                           | [ 7 ]     |

#### Options joueur et équipe
| Date         | Joueur       | Option                                                                     |
| ------------ | ------------ | -------------------------------------------------------------------------- |
| 1er novembre | Clint Capela | Houston exerce son option d'équipe de 1 300 000 $ pour la saison 2016-2017 |

### Arrivés

#### Via draft
| Date         | Joueur           | Draft                          | Contrat                                                                         | Provenance              | Référence |
| ------------ | ---------------- | ------------------------------ | ------------------------------------------------------------------------------- | ----------------------- | --------- |
| 22 juillet   | Sam Dekker       | Draft 2015, Tour 1, choix n°18 | Contrat de 3 370 000 $ sur 2 ans (Option d’équipe pour les saisons 2017 à 2019) | Badgers du Wisconsin    | [ 8 ]     |
| 19 septembre | Montrezl Harrell | Draft 2015, Tour 2, choix n°32 | Contrat de 3 140 000 $ sur 3 ans (Agent libre restreint en 2018)                | Cardinals de Louisville | [ 9 ]     |

#### Via agent libre
| Date       | Joueur          | Contrat                         | Provenance      | Référence |
| ---------- | --------------- | ------------------------------- | --------------- | --------- |
| 25 juillet | Marcus Thornton | Contrat de 1 185 000 $ sur 1 an | Suns de Phoenix | [ 10 ]    |

#### Via Trade
| Date       | Joueur(s) ou tour(s) de draft           | Provenance              |
| ---------- | --------------------------------------- | ----------------------- |
| 20 juillet | Ty Lawson Second tour de draft 2017     | Nuggets de Denver       |
| 22 janvier | Josh Smith Droits sur Serhiy Lichtchouk | Clippers de Los Angeles |

### Départs

#### Via agent libre
| Date       | Joueur     | Contrat                         | Vers ¹                  | Référence |
| ---------- | ---------- | ------------------------------- | ----------------------- | --------- |
| 16 juillet | Josh Smith | Contrat de 1 500 000 $ sur 1 an | Clippers de Los Angeles | [ 11 ]    |

¹ Il s'agit de l’équipe pour laquelle le joueur a signé après son départ, il a pu entre-temps changer d'équipe ou encore de pays.

#### Via Trade
| Date       | Joueur(s) ou tour(s) de draft                                                                     | Vers                    |
| ---------- | ------------------------------------------------------------------------------------------------- | ----------------------- |
| 20 juillet | Joey Dorsey Nick Johnson Kóstas Papanikoláou Pablo Prigioni Premier tour de draft 2016 (si 15-30) | Nuggets de Denver       |
| 22 janvier | Droits sur Maarty Leunen                                                                          | Clippers de Los Angeles |

#### Via Waived
| Date         | Joueur                                                    | Commentaire                                               |
| ------------ | --------------------------------------------------------- | --------------------------------------------------------- |
| 18 septembre | Remi Yusuf                                                | Libéré                                                    |
| 23 octobre   | Will Cummings Denzel Livingston Jeremy Tyler Chris Walker | Non retenus dans l'équipe après les camps d’entraînements |
| 24 octobre   | Arsalan Kazemi Joshua Smith                               | Non retenus dans l'équipe après les camps d’entraînements |
| 9 novembre   | Chuck Hayes                                               | Libéré                                                    |
| 26 février   | Marcus Thornton                                           | Libéré                                                    |